# Ламберт, Эйлмер Бурк
Э́йлмер Бурк Ла́мберт (англ. Aylmer Bourke Lambert; 2 февраля 1761 — 10 января 1842) — английский ботаник, один из первых членов Лондонского Линнеевского общества, его вице-президент.

## Биография
Основные научные успехи Ламберта связаны с таксономией хвойных. Многие новые виды, открытые Дэвидом Дугласом и другими ботаниками-путешественниками, были впервые описаны в книгах Ламберта. Правда, некоторые из них фактически были описаны другими ботаниками, сотрудничавшими с Ламбертом (в особенности Дэвидом Доном), которые включали свои описания в работы Ламберта (например, Секвойя вечнозелёная (Sequoia sempervirens) (D.Don) Endl.)
В 1803—1824 годах Ламберт опубликовал по частям иллюстрированное описание всех известных в его время видов рода Сосна — «Description of the genus Pinus» (91 страница in folio, 44 таблицы). Второе издание, также in folio, издано в 1828—1837 годах в двух томах — очень дорогое и весьма редкое сочинение, изданное только в 25 экземплярах. Третье издание выпущено в 1832 году in octavo.
В 1797 году Ламберт опубликовал «A description of the genus Cinchona» (in 4°, 54 страницы c 13 таблицами); в 1821 году — «An illustration of the genus Cinchona» (in 4°).
Ламберт обладал великолепным гербарием, часть которого была впоследствии куплена Делессером; этот гербарий включал большое количество редких растений, собранных Руисом, Павоном, Сварцем и другими.
Имя Ламберта носит род растений Ламбертия, или Ламберция (Lambertia) Sm., а также один из видов сосен — Сосна Ламберта (Pinus lambertiana) Douglas.

## Основные труды
- Aylmer Bourke Lambert. A Description of the Genus Pinus : With Directions Relative to the Cultivation, and Remarks on the Uses of the Several Species : Also, Descriptions of Many Other New Species of the Family of Coniferae. : Illustrated with figures (англ.). — London: Weddell, 1832.  (Дата обращения: 20 сентября 2008)